# Max Walter Schulz

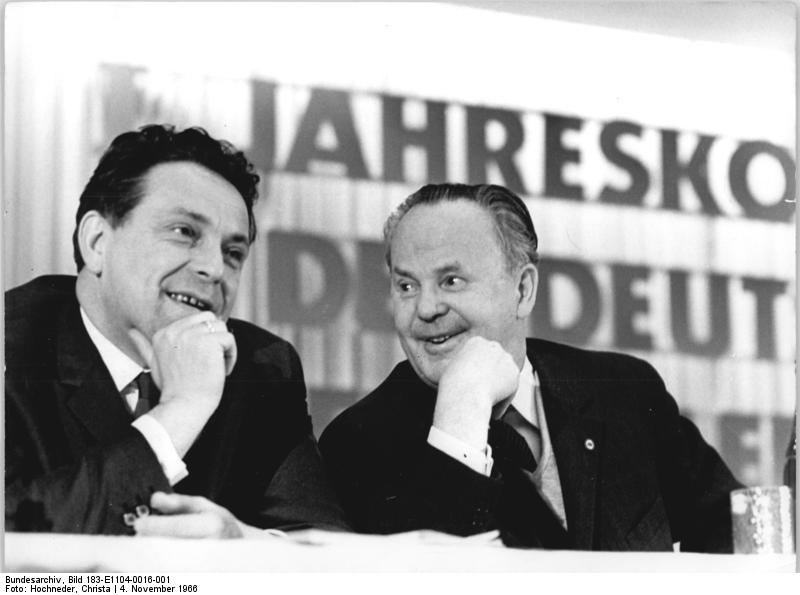
Max Walter Schulz (links) im Jahr 1966; daneben Otto Gotsche

Max Walter Schulz (* 31. Oktober 1921 in Scheibenberg/Erzgebirge; † 15. November 1991 in Berlin) war ein deutscher Schriftsteller. Aufgrund seiner einflussreichen Funktionen im Literaturbetrieb und seiner engen Verbindung zur SED hat er aktiv an der Umsetzung der Kulturpolitik der Partei und der damit verbundenen Zensur in der DDR mitgewirkt.

## Leben
Max Walter Schulz war der Sohn eines Angestellten. Nach dem Besuch von Volksschule und Gymnasium wurde er zur Wehrmacht eingezogen, als deren Mitglied er von 1939 bis 1945 am Zweiten Weltkrieg teilnahm. Er geriet in amerikanische Kriegsgefangenschaft, aus der er 1945 in die Sowjetische Besatzungszone zurückkehrte. Nachdem er 1945/46 als Hilfsarbeiter und Neulehrer tätig gewesen war, studierte er von 1946 bis 1949 Pädagogik an der Universität Leipzig. Während dieser Zeit trat er der SED bei. Von 1950 bis 1957 wirkte er als Lehrer. Von 1957 bis 1959 folgte ein Studium am Literaturinstitut „Johannes R. Becher“ in Leipzig, zu dessen Direktor er 1964 avancierte. Diesen Posten behielt er bis 1983, als er die Stellung des Chefredakteurs der Literaturzeitschrift „Sinn und Form“ übernahm; 1990 trat er in den Ruhestand.
Max Walter Schulz war Verfasser von Romanen, Erzählungen, Rezensionen und Essays. Seine erzählerischen Werke sind typische Beispiele für die Literatur des „Bitterfelder Wegs“, insbesondere „Wir sind nicht Staub im Wind“, der erste Teil eines geplanten Romanzyklus, erzielte einen großen Erfolg bei der DDR-Leserschaft. Wichtig für die Entwicklung der DDR-Literatur seit dem Ende der Sechzigerjahre waren Schulz' kritische und quasi-offizielle Äußerungen zu den jungen Autoren jener Zeit.
Max Walter Schulz gehörte dem Schriftstellerverband der DDR an; von 1962 bis 1963 war er dessen Sekretär und von 1969 bis 1990 Vizepräsident. Von 1967 bis 1969 war Schulz Kandidat und anschließend bis 1971 Mitglied der SED-Bezirksleitung Leipzig. 1969 wurde er in die Deutsche Akademie der Künste in Ost-Berlin gewählt. Er erhielt u. a. folgende Auszeichnungen: 1963 den Literaturpreis des FDGB, 1964 und 1980 einen Nationalpreis der DDR, 1969 den Professorentitel, 1978 den Vaterländischen Verdienstorden, 1986 die Ehrenspange zum Vaterländischen Verdienstorden in Gold und 1987 ein Ehrendoktorat der Universität Leipzig. Im Oktober 1963 begleitete er Johannes Bobrowski zum Treffen der Gruppe 47 in Saulgau und las dort aus Wir sind nicht Staub im Wind.

## Werke
- Wir sind nicht Staub im Wind, Halle (Saale) 1962
- "Stegreif und Sattel", Halle (Saale) 1967
- Kontakte, Halle (S.) 1970
- Triptychon mit sieben Brücken, Halle (Saale) 1974
- Das kleine Mädchen und der fliegende Fisch, Berlin 1978 (zusammen mit Albrecht von Bodecker)
- Pinocchio und kein Ende, Halle [u. a.] 1978
- Der Soldat und die Frau, Halle (Saale) 1978
- Die Fliegerin oder Aufhebung einer stummen Legende, Halle [u. a.] 1981
- Auf Liebe stand Tod, Berlin 1983 (enthält die Bücher Der Soldat und die Frau und Die Fliegerin oder Aufhebung einer stummen Legende sowie die ganz kurze Novelle Unser Wermut)

## Herausgeberschaft
- Tauchnitzstraße, Twerskoi Boulevard, Halle (Saale) 1975 (zusammen mit Vladimir Pimenov)